# Religião na Croácia
Religião na Croácia (2011)

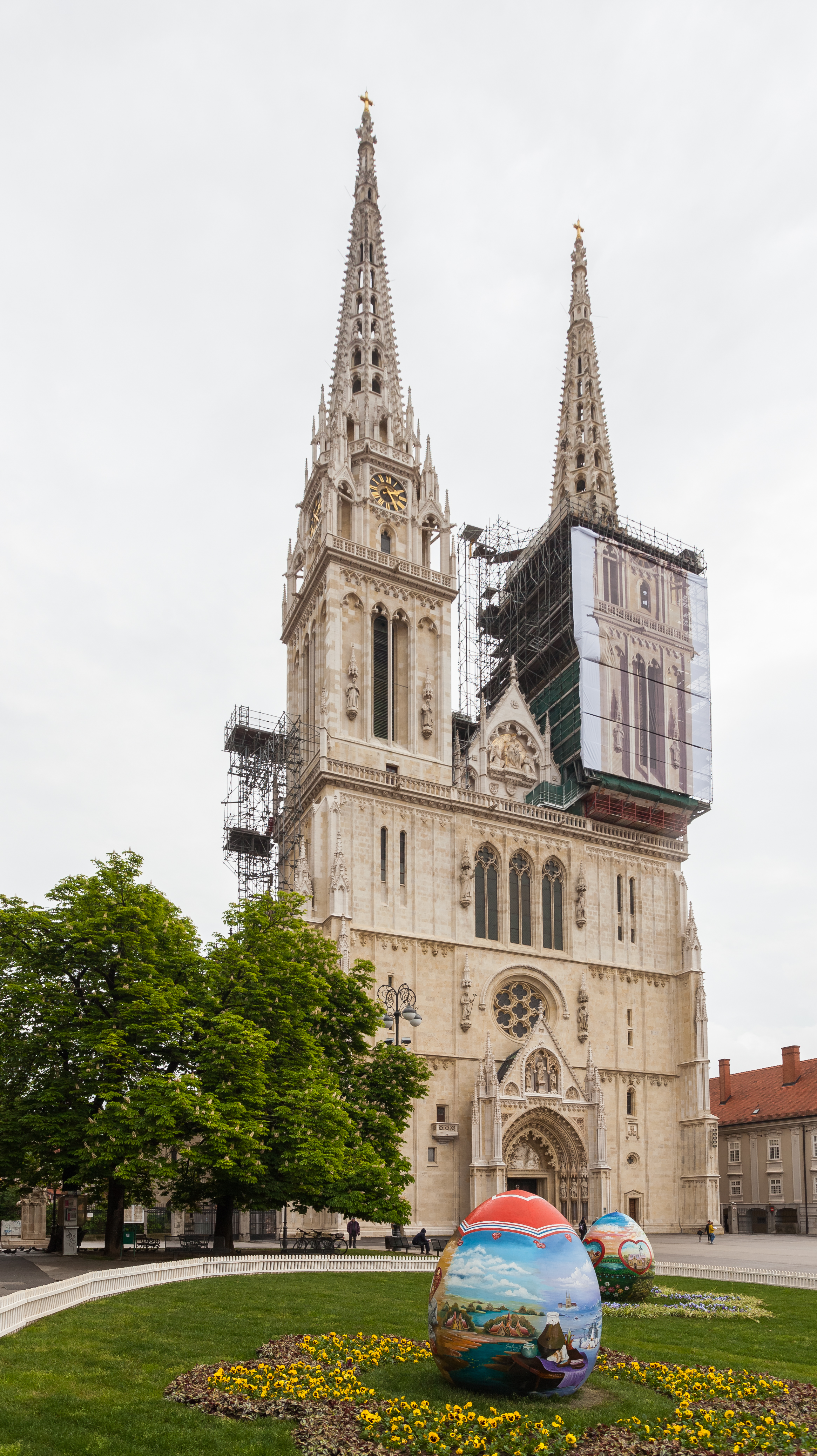
Catedral de Zagreb, sede da Arquidiocese de Zagreb

A Croácia é tradicionalmente um país muito religioso, onde a religião predominante é o cristianismo, mais precisamente o catolicismo romano.
O país assegura a liberdade religiosa, bem como iguala todas as comunidades religiosas perante a lei.d

## Religião e Estado
Embora a Igreja Católica não seja oficial, recebe apoio financeiro estatal e outros benefícios estabelecidos em concordatas entre o governo e o Vaticano. Outras religiões, também através de concordatas, conseguem financiamento estatal. O governo tem acordos com as seguintes comunidades religiosas:
- Igreja Ortodoxa Sérvia
- Comunidade Islâmica da Croácia
- Igreja Evangélica
- Igreja Cristã Reformada
- Igreja Pentecostal
- União das Igrejas Pentecostais de Cristo
- Igreja Cristã Adventista
- União das Igrejas Batistas
- Igreja de Deus
- Igreja de Cristo
- Igreja Adventista do Sétimo Dia Movimento de Reforma
- Igreja Ortodoxa Búlgara
- Igreja Ortodoxa da Macedônia
- Igreja Católica Velha da Croata

## Dados demográficos

Mapa que evidencia a porcentagem de pessoas que se declaram religiosas em cada região da Croácia

A tabela evidencia os dados coletados no Censo croata de 2011, acerca da opção religiosa de seus cidadãos.
| Grupo religioso                                   | Número de adeptos | Percentagem(%) |
| ------------------------------------------------- | ----------------- | -------------- |
| Católicos                                         | 3.697.143         | 85,5%          |
| Ortodoxos                                         | 190.143           | 4,43%          |
| Muçulmanos                                        | 63.977            | 1,50%          |
| Protestantes                                      | 15.653            | 0,6%           |
| Outros cristãos                                   | 12.960            | 0,30%          |
| Religiões orientais                               | 2.850             | 0,06%          |
| Judeus                                            | 736               | 0,02%          |
| Outras religiões, movimentos e filosofias de vida | 2.559             | 0,06%          |
| Agnósticos e céticos                              | 32.818            | 0,79%          |
| Não religiosos e ateus                            | 165.375           | 3,89%          |
| Não declararam                                    | 93.018            | 2,18%          |
| Não sabem                                         | 12.460            | 0,29%          |
| Total                                             | 4.284.889         | 100%           |

De acordo com o censo de 2011, a religião maioritária da Croácia é a Católica Romana, representando 85,5% da população. A Igreja Ortodoxa é representada por 4,53% dos croatas, 1,7% da população é muçulmana e 0,34% segue o Protestantismo. 4,57% são agnósticos ou ateus.